# 克里斯蒂安·蒙久

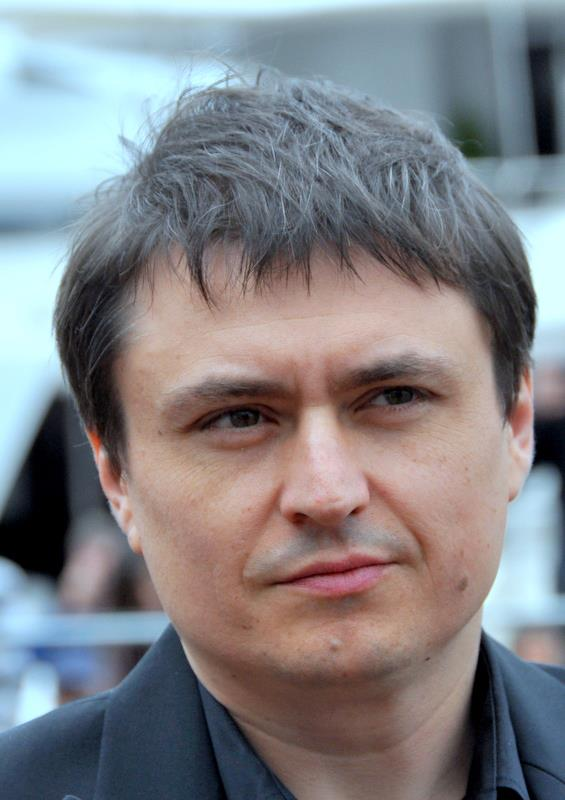
Cristian Mungiu

克里斯蒂安·蒙久（1968年4月27日—），生于雅西，罗马尼亚电影制作者，2007年凭电影《4个月3星期零2天》获得坎城影展金棕櫚獎和欧洲电影奖最佳影片、最佳导演奖。
在雅西大学修读英语文学后，蒙久曾任职教师和记者，之后入读布加勒斯特的电影大学，1998年毕业。2002年，他完成首部长篇电影《幸福在西方》，获得一定成功；2007年他拍摄第二部长篇电影《4个月3星期零2天》，获得影评人的普遍赞誉，并获得第60屆坎城影展金棕櫚獎，是首部获得该奖项的罗马尼亚电影。2012年他又凭借《山之外》夺得第65屆坎城影展最佳劇本獎。2016年作品《毕业会考》获得第69屆坎城影展最佳導演獎。

## 作品
| 年份   | 电影名称        | 电影名称 |
| 年份   | 中文译名        | 原名     |
| ------ | --------------- | -------- |
| 2022年 | 《仇恨謎林》    |          |
| 2016年 | 《畢業風暴》    |          |
| 2012年 | 《靈慾告白》    |          |
| 2007年 | 《4月3週又2天》 |          |
| 2002年 | 《幸福在西方》  |          |